# Buntzen
Buntzen er en fra Slesvig stammende dansk slægt.
Slægtens ældste kendte mand, Thomas Buntzen (død 1748), ejede en gård i Medelby. Hans 3 sønner kom til København. Den ældste af disse, dispachør Johan Buntze (1728—1807), var far til forfatterinden Thomasine Gyllembourg, første gang gift med forfatteren Peter Andreas Heiberg. Den anden søn, grosserer Andreas Buntzen (1733—1810), foreslog 1790 oprettelsen af en sø- og handelsret i forbindelse med en forligskommission for handelssager. Hans datter, Anna Bolette Buntzen, gift med oberst F.J.C. de Saint-Aubain, var forfatteren Carl Bernhards moder, Sønnen Andreas Buntzen (1781—1830) optogs i faderens forretning og blev efter faderens død eneindehaver af firmaet Andreas Buntzen & Søn, et af landets betydelige handelshuse, der imidlertid som følge af krigen måtte erklæres fallit 1820. I hans ægteskab med en datter af komponisten du Puy fødtes sønnerne etatsråd, konstitueret kammeradvokat Jean Baptiste Louis Camille Edouard Buntzen (1809—85), en fint dannet og skarpsindig jurist, far til journalisten, cand. jur. Andreas Buntzen (1859—1930), og lægen Andreas Buntzen (1811—80). Ovennævnte Thomas Buntzens yngste søn, overkrigskommissær Jakob Buntzen (1736—1820) blev far til russiske overlæge og hofråd, Dr. med. Thomas Buntzen (1776—1807).